# Das brennende Schwert
Die drei ??? und das brennende Schwert ist ein 1997 erschienener Jugendkriminalroman von André Marx. Es handelt sich um den 74. Band der Reihe Die drei ??? und den dritten von Marx für diese verfassten Band. In ihm geraten die jugendlichen Protagonisten Justus Jonas, Peter Shaw und Bob Andrews über eine Erbschaft an einen Teil eines aus Bleikristall gefertigten Schwertes, das eine im Untergrund bestehende Sekte in ihre Hände zu bekommen versucht. Die Hörspielumsetzung des Romans durch das Label Europa wurde im selben Jahr veröffentlicht.

## Handlung
Justus’ Onkel Titus Jonas ist überraschend einer der Erben des kürzlichen verstorbenen Bill Ford. Der Mann war Dozent an der Universität in Los Angeles, Titus Jonas kannte ihn jedoch nur sehr flüchtig noch aus der Zeit, als er nicht einen eigenen Schrottplatz besaß, sondern noch an einer Tankstelle arbeitete. Gesehen hatten sie sich seit vielen Jahren nicht mehr. Vererbt bekommt er einen geschliffenen roten Stein aus Glas, den er einem gewissen Beany überreichen soll. Justus’ Onkel kann sich jedoch nicht erinnern, jemanden mit diesem Namen zu kennen und gibt den drei Jungen den Auftrag, hierzu Nachforschungen anzustellen.
Am nächsten Tag ist in der Zeitung etwas über Bill Ford zu lesen: Dessen richtiger Name lautete, so fand man heraus, William Benson. Vor über dreißig Jahren war er aus Afrika nach Kalifornien gekommen. Die Gründe für den Wechsel seiner Identität sind jedoch nicht bekannt.
Die Jungen suchen zuerst einen Juwelier auf und lassen den Stein begutachten. Es stellt sich dabei heraus, dass es sich tatsächlich um Glas, genauer gesagt Bleikristall, handelt, allerdings sehr kunstvoll und in Handarbeit gefertigt wurde. Der Juwelier schätzt, dass der Stein in etwa hundert Jahre alt sein dürfte. Einen besonders hohen Wert besitzt er jedoch nicht.
Daraufhin beschließen Justus, Peter und Bob, den Rechtsanwalt Dr. Steven Robinshaw aufzusuchen, der für das Erbe von Ford zuständig war, um so über den Kontakt zu den anderen Erben herzustellen. Als sie dessen Haus erreichen, sehen sie eine vermummte Gestalt aus dem Fenster steigen und fliehen. Peter setzt ihr nach, verliert sie jedoch aus den Augen. Es stellt sich heraus, dass bei dem Einbruch die Akten über Ford entwendet wurden. Robinshaw hat die Namen der Betroffenen nicht mehr im Kopf, kann ihnen daher nicht weiterhelfen.
Mit der schon länger nicht mehr zum Einsatz gekommenen Telefonlawine gelingt es den Jungen schließlich, eine Erbin von Billy Ford zu ermitteln. Von dieser erfahren sie, dass in ihrem Brief stand, sie solle ihren Gegenstand einem gewissen Benjamin Whitehead übergeben. Zurück in ihrer Zentrale müssen die Jungen jedoch feststellen, dass jemand bei ihnen eingebrochen ist und den Stein gestohlen hat.
Die Jungen suchen am nächsten Tag Whitehead, einen Geschäftsmann, bei dem es sich tatsächlich um den gesuchten Beany handelt, in seinem Haus auf. Sie erfahren, dass es sich bei dem Stein um einen von drei Teilen handelt, mit denen ein Schwert zusammengesetzt werden kann. Whitehead gibt an, dass es sich dabei um einen Gegenstand handelt, der ihm immer schon gefallen hat, den ihm Ford allerdings nicht verkaufen wollte. Dass dieser drei nur flüchtig bekannte Leute als Erben einsetzte, die ihm dann die Teile bringen sollten, wertet er als eine seltsame Art von Humor des Verstorbenen. Als die Jungen das Haus verlassen, sind sie sich einig, dass mit Whitehead etwas nicht stimmt: Als dieser erfuhr, dass der Stein gestohlen wurde, zeigte er sich entsetzt, zudem legte er viel Wert darauf, dass bei dieser Sache nicht die Polizei eingeschaltet wird.
Zurück in der Zentrale erhalten sie einen anonymen Anruf, dass der Stein sich in der Newton Street 16 befindet und dass sie vorsichtig sein sollen. Im Schutz der Dunkelheit begeben sie sich in den Westen von Rocky Beach und schleichen sich auf das Grundstück. Dort beobachten sie, dass ein Treffen von Personen stattfindet. Peter schleicht im Alleingang in das Haus und wird Zeuge, wie die anwesenden Personen, bei denen es sich sichtlich um eine Art Sekte handelt, den im Keller befindlichen Stein verehren. Sie sprechen davon, dass ihnen nur wenig Zeit bleibt, um die anderen Teile des Schwertes zu finden und dass nur so der Bund des Schwertes wiedergeboren werden könnte. Bei einer günstigen Gelegenheit entwendet Peter den Stein und flieht damit ungesehen nach draußen.
Die Jungen bringen Mr. Whitehead den Stein und verlangen von ihm, dass er ihnen die Wahrheit sagt. Whitehead erklärt ihnen daraufhin, dass er nicht genau weiß, um was es dieser Sekte, dem Bund des Schwertes, geht, er wisse nur, dass Bill Ford eine sehr große Angst vor dieser hatte. Einmal, als sie etwas getrunken hatten, hatte er ihm enthüllt, dass er einige Zeit als Entwicklungshelfer im afrikanischen Staat Ndalu lebte. Die Sekte versprach sich, durch die Zusammensetzung des Schwertes während einer Sonnenfinsternis irgendeine dunkle Macht für sich nutzen zu können. 1962 stand in Ndalu eine Sonnenfinsternis bevor, doch Ford gelang es, das Schwert vorher zu rauben und damit in die Vereinigten Staaten zu fliehen, wohin ihn Mitglieder der Sekte schließlich verfolgten. Sein Testament war somit der Versuch, die Spuren besser zu erwischen, da er ahnte, dass nach seinem Tod seine wirkliche Identität gelüftet werden würde. Ford hatte vor, das Schwert während der nächsten Sonnenfinsternis zu vernichten, da er an die Kräfte in diesem glaubte, starb jedoch kurz vor der nächsten Gelegenheit. Whitehead meint, er wolle Fords Wunsch erfüllen, allerdings noch die Sonnenfinsternis abwarten. Er sei zwar eigentlich nicht abergläubisch, aber Ford sei davon überzeugt gewesen.
Mit diesen neuen Erkenntnissen ausgestattet wollen die Jungen mehr über den Geheimbund herausfinden. Bob sucht in der Bibliothek nach Informationen über Sekten und stößt in einem Buch aus der Feder von Dr. Ken Wright auf ein ganzes Kapitel über den Bund des Schwertes. Als er erfährt, dass der Verfasser an der Universität in Los Angeles lehrt, begibt er sich kurzerhand mit dem Wagen dorthin und trifft diesen in seinem Büro an. Von diesem erfährt er nun die genaueren Hintergründe der Sekte: Das gläserne Schwert sei dadurch entstanden, dass im Zuge der Kolonialisierung in Westafrika einheimische und europäische Glaubensvorstellungen miteinander verschmolzen sind. So gab es den Mythos von einem sterblichen Götterpaar, dem Gott des Tages und dem Gott der Nacht, die ihre ganze Macht in ein Schwert legten und dieses anschließend zerbrachen. Ein solches Schwert auf Glas tauchte schließlich im Staat Ndalu auf, wo es von den Mitgliedern des Bundes kultisch verehrt wurde. Ndalu war damals unter europäischer Herrschaft, erlangte jedoch nach 1960 seine Unabhängigkeit. Der Schwertbund, der fast ausschließlich aus Weißen bestand, wandelte sich daraufhin zu einer rassistischen Sekte, die sich erhoffte, die Macht des Schwertes dafür nützen zu können, die weiße Herrschaft über Ndalu wiederzuerlangen. Mit der Sonnenfinsternis von 1962 sahen sie ihre Chance dazu gekommen, die Pläne wurden jedoch durch ein abtrünniges Mitglied vereitelt, das mit dem Schwert in die Vereinigten Staaten floh. Mitglieder des Bundes folgten diesem dorthin, fanden das Schwert aber nicht wieder. Als schließlich der Anführer der Sekte, der mitgekommen war, starb, stand der Bund ohne Führung da, denn neuer Anführer kann nach den Gesetzen des Bundes nur derjenige werden, der bei einer Sonnenfinsternis das Schwert zusammensetzt und zum Brennen bringt: Durch den Stein wird das Sonnenlicht so gespiegelt, dass es aussieht, als würde das Schwert in Flammen stehen. Wright geht davon aus, dass der Bund nicht aufgelöst wurde, sondern nach wie vor im Untergrund besteht. Das letzte Mal Aufsehen erregt hatte er in den 1960ern, als ein Mitglied, das in Wirklichkeit den Bund von innen heraus zerstören wollte, aufgeflogen war und, um der Sekte zu entkommen, Selbstmord beging. Seitdem war es ruhig um den Bund geworden, er besteht jedoch noch weiter und ihm gehören wahrscheinlich einige durchaus einflussreiche Personen an. Wright sieht die Gefahr darin, dass der Bund durch ein Wiederauftauchen des Schwertes seine Mitglieder zu Hass und Gewalt gegen Minderheiten wie Schwarzen, Ausländer, Juden oder Homosexuellen aufstacheln könnte. Auch wenn der Bund derzeit keine Führung besäße, gäbe es in der Struktur auch noch den Bewahrer, der für die Pflege der Überlieferung zuständig ist, und ebenfalls mächtigen Einfluss ausüben könnte.
Nachdem Bobs Bericht darüber und Peters Erlebnis im Haus beschließen die drei Detektive, dass ihnen die Auseinandersetzung mit einer extremistischen Sekte zu heiß ist. Sie begeben sich nochmals zu Whitehead und diesen zu warnen und wollen danach die Finger davon lassen. Der Unternehmer zeigt sich überrascht und beteuert, nicht gewusst zu haben, in was für eine Sache Ford damals genau reingeraten war. Er bleibt jedoch dabei, das Schwert nicht gleich zu vernichten, sondern noch bis zur Sonnenfinsternis zu warten. Als sie sich verabschieden wollen, erscheinen plötzlich Mitglieder des Schwertbundes, welche die Schwertteile an sich nehmen und Whitehead, Justus und Peter gefesselt mit sich nehmen. Nur Bob, der wegen seines liegengelassenen Schlüssels nochmals umgekehrt war, wurde nicht bemerkt und konnte sich verstecken. Er entdeckt durch Zufall, dass im Bücherregal eine Geheimtür ist, die in ein verstecktes Zimmer führt. Dort finden sich jede Menge Bücher und Dokumente aufbewahrt. Bob sieht sie durch und muss feststellen, dass er offenbar den Bestand des Bewahrers, von dem ihm Dr. Wright erzählt hatte, gefunden hat. Er findet auch den alten Reisepass des damaligen Bewahrers Earnest B. Blank, auf dessen Foto er ohne Zweifel Whitehead erkennt. Ben taucht schließlich auf und als Bob ihm erzählt, was er vorgefallen ist, fordert dieser Bob auf, möglichst viele Getränke in den Wagen zu bringen, denn sie müssten sofort losfahren – um ein Unheil zu verhindern, wie Ben meint. Während der Fahrt nimmt dieser seine Perücke ab und gibt sich als Dr. Wright zu erkennen. Bob erfährt, dass es sich bei Wright auch um jenen Mann handelt, der Ende der 1960er Jahre Selbstmord begangen haben soll, tatsächlich aber war dies vorgetäuscht. Seitdem hatte Wright unter neuer Identität den Bund im Auge behalten und durch ehemalige Mitglieder sich ein Informationsnetzwerk aufgebaut.
Whitehead und die beiden anderen Detektive werden derweil in das Tal des Todes in der Mojave-Wüste gebracht. Dort haben sich die Anhänger des Bundes versammelt, um das Schwert zusammenzusetzen und damit einen neuen Anführer zu bestimmen. Der Ort in der Wüste wurde gewählt, weil dort die Sonnenfinsternis vollständig stattfindet. Plötzlich spricht Whitehead zur Menge und gibt sich als Bewahrer zu erkennen, sein Anspruch wird von der Menge anerkannt. Als die Sonnenfinsternis eintritt, setzt Whitehead das Schwert zusammen, doch als er es in die Höhe hält, tritt der erwartete Effekt nicht ein, das Schwert brennt nicht. Da erscheinen Bob und Dr. Wright. Letzterer gibt sich durch seine Tätowierung auf der Brust als Mitglied zu erkennen und klärt die Anwesenden auf, dass der Stein nur eine Nachahmung darstellt, sondern er den echten bei sich trägt. Er nimmt Whitehead das Schwert ab und setzt den richtigen Stein ein, woraufhin das Schwer rötlich leuchtet, als ob kleine Flammen auf der Klinge tanzen. Damit wird Wright zum neuen Anführer des Schwertbundes.
Zwei Tage später treffen sich Wright und die drei Detektive und der Professor teilt ihnen seine Absichten mit: Da der Bund bislang harmlos war, da ihm ein Anführer fühlte, sah er die Gefahr, dass die Sekte unter einer neuen Führung sehr gefährlich werden könnte. Als neuer Anführer, dem die Mitglieder bedingungslos gehorchen müssen, würde er den Bund nun besser unter Kontrolle haben. Er hofft zudem, den Mitgliedern auf die dauer einen neuen und besseren Weg als den bisherigen zeigen zu können und sie von ihren extremistischen Zielen abbringen zu können. Als er wieder gegangen ist, werden sich die drei Jungen bewusst, dass dieser Fall ein ganz anderes Kaliber als ihre bisherigen besaß und dass einiges – sowohl für sie als auch für andere – sehr schief hätte laufen können.

## Hintergrund
Es handelt sich um einen der wenigen Bände innerhalb der Reihe, in denen Themen wie Rassismus, politischer Extremismus sowie Dekolonisation behandelt werden.
In den Bänden Dreckiger Deal (1996) von Brigitte Johanna Henkel-Waidhofer und Schwarze Sonne (2009) von Marco Sonnleitner wird die Benachteiligung von Schwarzen in den Vereinigten Staaten thematisiert.
Zuvor gab es mit dem Band Die drei ??? und der Doppelgänger von William Arden von 1978 schon einmal einen Fall, in dem es um politische Veränderungen in einer (ehemaligen) Kolonie in Afrika ging.